# مالبرگ التنکیرشن
مالبرگ التنکیرشن (به آلمانی: Malberg) یک شهر در آلمان است که در راینلاند-فالتس واقع شده‌است.

## خصوصیات
مالبرگ التنکیرشن ۱٬۰۴۵ نفر جمعیت دارد.